# Воронцова-Дашкова Катерина Романівна
Катерина Романівна Дашкова (нар. 17 (28) березня 1743, за іншими джерелами 1744, Санкт-Петербург — 4 (16) січня 1810), уроджена Воронцова, в шлюбі — княгиня Дашкова. Подруга і сподвижниця імператриці Катерини II, учасниця державного перевороту 1762 року (після здійснення перевороту Катерина II охолола до подруги і княгиня Дашкова не грала помітної ролі в справах державного правління). Одна з помітних особистостей Російського Просвітництва. У її мемуарах знайдені важливі відомості про час правління імператора Петра III і прихід на престол Катерини II («Mon Histoire, Mémoires de la princesse Dachkoff», «Мемуари княгині Дашкової», видані в 1840 в Лондоні).

## Життєпис. Походження
Походить з вельможної родини Воронцових. Її батько — Воронцов Роман Ларіонович, молодший брат російського канцлера Михайла Воронцова, пізніше граф, генерал-аншеф, намісник володимирський, пензенський, тамбовський. Мати — Марфа Іванівна Сурміна була з багатої купецької родини. Родина мала низку земель і садиб в Україні. Мати рано померла (в 26 років від тифу) і залишила сиротами п'ятеро дітей, бо батько не був схильний займатися вихованням власних дітей. Двох старших дітей Романа Воронцова імператриця Єлизавета Петрівна забрала в царський палац, синів виховував Воронцов-дід, а малу Катерину разом з єдиною власною донькою виховували в родині канцлера Михайла Воронцова. Брати Воронцови не відрізнялись чеснотами і відомі сучасникам як хабарники, а Михайло Воронцов брався за ризиковані фінансові операції заради власного збагачення.

## Освіта і шлюб
Катерина отримала домашню освіту, яка для молодих панянок її стану обмежувалася навичками малювання, вивченням іноземних мов і нових танців. Вона і залишилась би на цьому рівні, аби не доба просвітництва, не мода на французьких письменників, не пристрасть до читання і пришвидшення історичного процесу в імперії. Вона — представниця нового покоління російського дворянства, що опанувало іноземні мови, залучилось до наукових знань і дожило до наказів, що звільнили російське дворянство від обов'язкової до цього служби на користь державі і від побиття. В імперії вперше виростало некаране (небите) покоління людей (але тільки серед дворянського стану).
Наближеність до імператорського двору і родинні зв'язки Воронцових відкривали перед молодою і амбітною дівчиною широкі і небачені до цього перспективи. І Катерина Воронцова ці можливості — використала.
Перш за все вона закохалася в князя Михайла Дашкова і зробила усе можливе, аби він узяв з нею шлюб, хоча нареченій було шістнадцять років. Схоже на те, що в молодій родині головувала саме Катерина. Народження дітей, смерть молодого чоловіка, раннє вдовство загартували її характер, зробили нетерплячою, рішучою, упертою і — деспотичною. Всі ці риси будуть характерні для її діяльності (родинної і державницької) і надалі.

## «Революційний» період в житті
У середині 18 століття в Російській імперії зовсім інше змістове навантаження мало слово «революція». Представники дворянського стану тоді називали революціями кожний палацовий переворот, котрими була так багата історія і буденність імперії і причетність до яких мала гвардія (кістяк якої становило дрібне, неродовите дворянство). Саме завдяки підтримці гвардії на російський престол зійшла Єлизавета Петрівна. Саме цим шляхом пішла і Велика княгиня, що стане імператрицею Катериною ІІ.

Саме це слід мати на увазі про «революційний» період в житті пані Дашкової, тобто її активна участь в черговому палацовому перевороті. Цьому сприяло декілька обставин : хитрість Великої княгині, що рекрутувала собі прихильників серед російської аристократії і на яку «купилася» і Дашкова, активна позиція самої Дашкової, якій під час перевороту було лише дев'ятнадцять (19) років, нестримне бажання самої Дашкової брати участь в історичних подіях в державі тощо. Але від занадто молодої і романтично налаштованої Дашкової старанно приховали справжні важелі палацового перевороту з суттєвою підтримкою гвардії і військових, бо вона належала до родини Воронцових, яких вважали ворогами і сама Велика княгиня, і брати Орлови, головні керманичі перевороту. Трохи пізніше про це відверто писатиме сама Катерина ІІ, котрій на час перевороту було тридцять два і котра вже виробилась в політика. Політика, досить цинічного і здатного використати заради власного успіху підтримку від будь кого, навіть від представниці ворожого табору. (Вельможні Воронцови були прихильниками і родичами Єлизавети Петрівни і підтримували саме імператора Петра ІІІ, чоловіка Катерини ІІ, якого та досить вдало і швидко усунула від престолу та влади.) В листі Катерини ІІ читаємо — 
| Ліві лапки | Княгиня Дашкова, молодша сестра Єлизавети Воронцової ( коханки імператора Петра ІІІ ), хоча і бажає перебрати на себе всю честь перевороту, була (тоді) на поганому рахунку завдяки приналежності до родини, а її 19-річний вік не викликав довіри. Вона (тоді) вважала, що все доходить до мене через неї... Навпаки, потрібно було старанно приховувати від княгині Дашкової стосунки інших зі мною протягом шести місяців, а останні чотири тижня їй намагались говорити якомога менше. | Праві лапки |

З відвертого листа Катерини ІІ видно, що участь у палацовому перевороті Дашкової була незначною: про це добре знали і сама майбутня імператриця, і її діяльне й впливове оточення (три брати Орлови, Бецькой Іван Іванович тощо). Але легенда про участь Дашкової в перевороті отримала поширення і її переповів письменнику Вольтеру Шувалов Іван Іванович, який теж знав не все. Довідавшись про це, імператриця Катерина ІІ умовляла переконати уславленого французького історіографа і письменника в помилці і вивести того з непорозуміння.
Як і більшість учасників перевороту, княгиня Дашкова отримала від нової цариці нагороди і грошові суми. Чоловік (князь Михайло Дашков) отримав чин полковника і командира лейбгвардії кірасирського полку. Дашкову імператриця зробила статс-дамою і нагородила 24 000 рублів, що дорівнювало ціні всього шістсот кріпаків. Дашковим цього було мало. До того ж, родина Дашкових жила не за рахунками і мала борги приблизно у 20 000. Гроші пішли на виплату боргу і родина залишалась ні з чим. Особливо розчарованою і ображеною була княгиня Дашкова, що намагалась сама отримати військовий чин полковника гвардії і посаду в державному сенаті… Але Катерина ІІ рішуче віддала перевагу іншим.

## Дві подорожі за кордоном

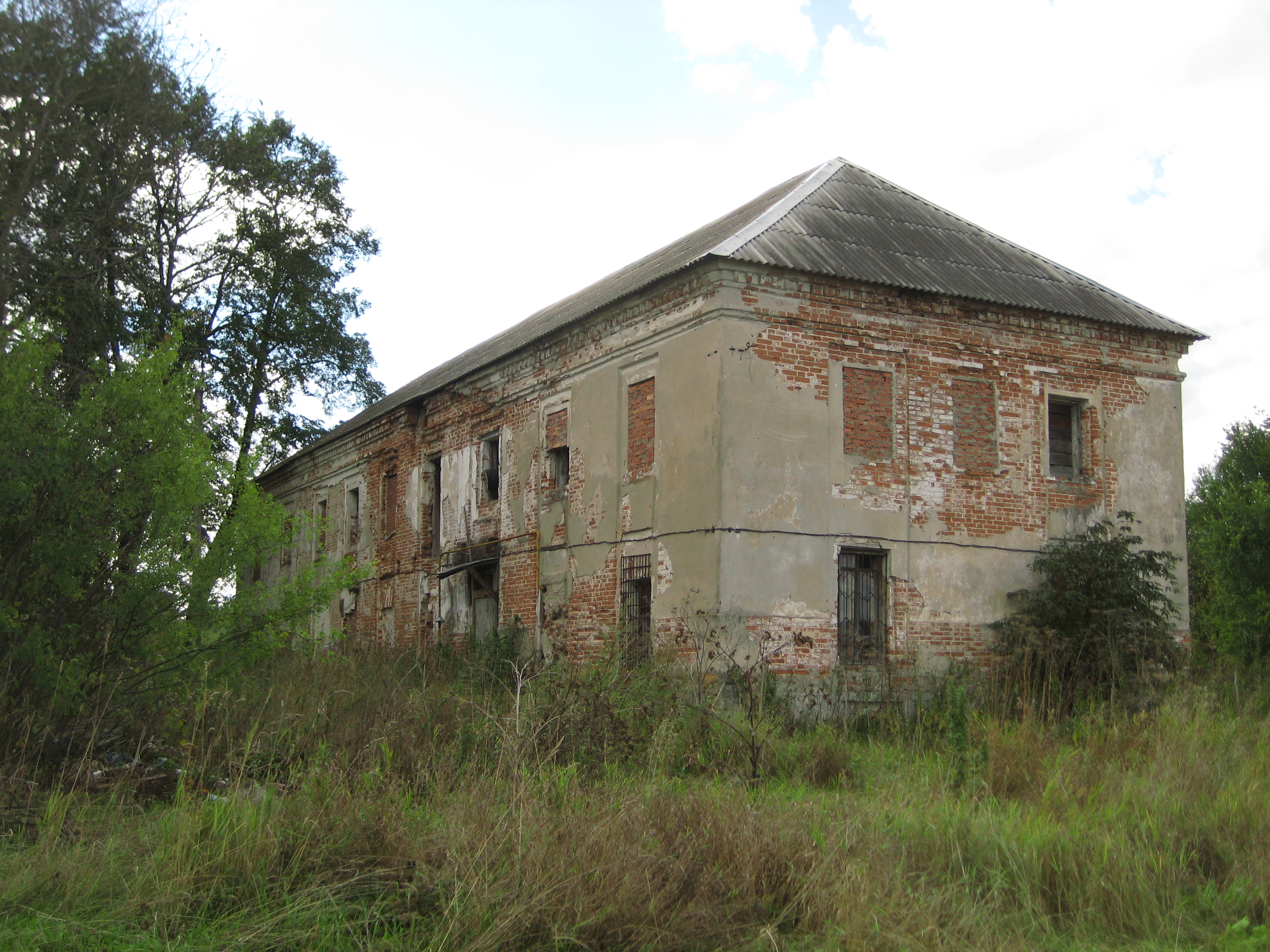
Поруйнована садиба Катерини Дашкової «Троїцьке», Калузька область

По смерті молодого чоловіка (він помер 1764 р.) молода вдова провела частку місяців у підмосковній садибі, а потім вирушила у невелику подорож по європейській частині імперії.
Охолодження відносин з імператрицею Катериною ІІ сприяло рішенню здійснити подорож у країни Західної Європи. Імператриця не затримувала амбітну пані в країні, і та отримала дозвіл на виїзд. У першу подорож Катерина Дашкова перебувала за кордоном три роки, відвідала низку німецьких князівств, Швейцарію, Британію, Італію, мекку тогочасного дворянства — Францію. Це сприяло удосконаленню як її виховання, так і недостатньої освіти. Серед знайомих у Парижі у неї були письменники і філософи Вольтер і Дені Дідро (листування з останнім розтяглось на декілька років).
Перебування за кордоном, клопотання про долю єдиного сина сприяло рішенню дати йому європейську освіту. В роки перебування за кордоном вдруге вона залучила до виховання сина історика Вільяма Робертсона, а син навчався в Единбурзькому університеті. Донька Катерини Дашкової мала фізичні вади і деспотична мати силоміць видала доньку заміж, вважаючи, що її доля цим остаточно вирішена.
Не кращими були і стосунки з єдиним сином. Мати і син постійно конфліктували, чому сприяли зіткнення двох дорослих характерів, не схильних на компроміси і поступки. Але за свідченнями сучасників, черства і рішуча мати замучила сина власними наказами. Все скінчиться відкритим спротивом і шлюбом сина проти волі матері. Як кожна деспотична жінка, Катерина Дашкова була цілком нещасною матір'ю, яка не розуміла власних недоліків і нічого не робила для зменшення напруги навіть в власній родині. Дашкова відмовилась бачити сина, ігнорувала його дружину. Навіть перебування в одному місті не сприяло зближенню сина і свавільної матері. Він помер 1807 року і вона прибула лише на його поховання.

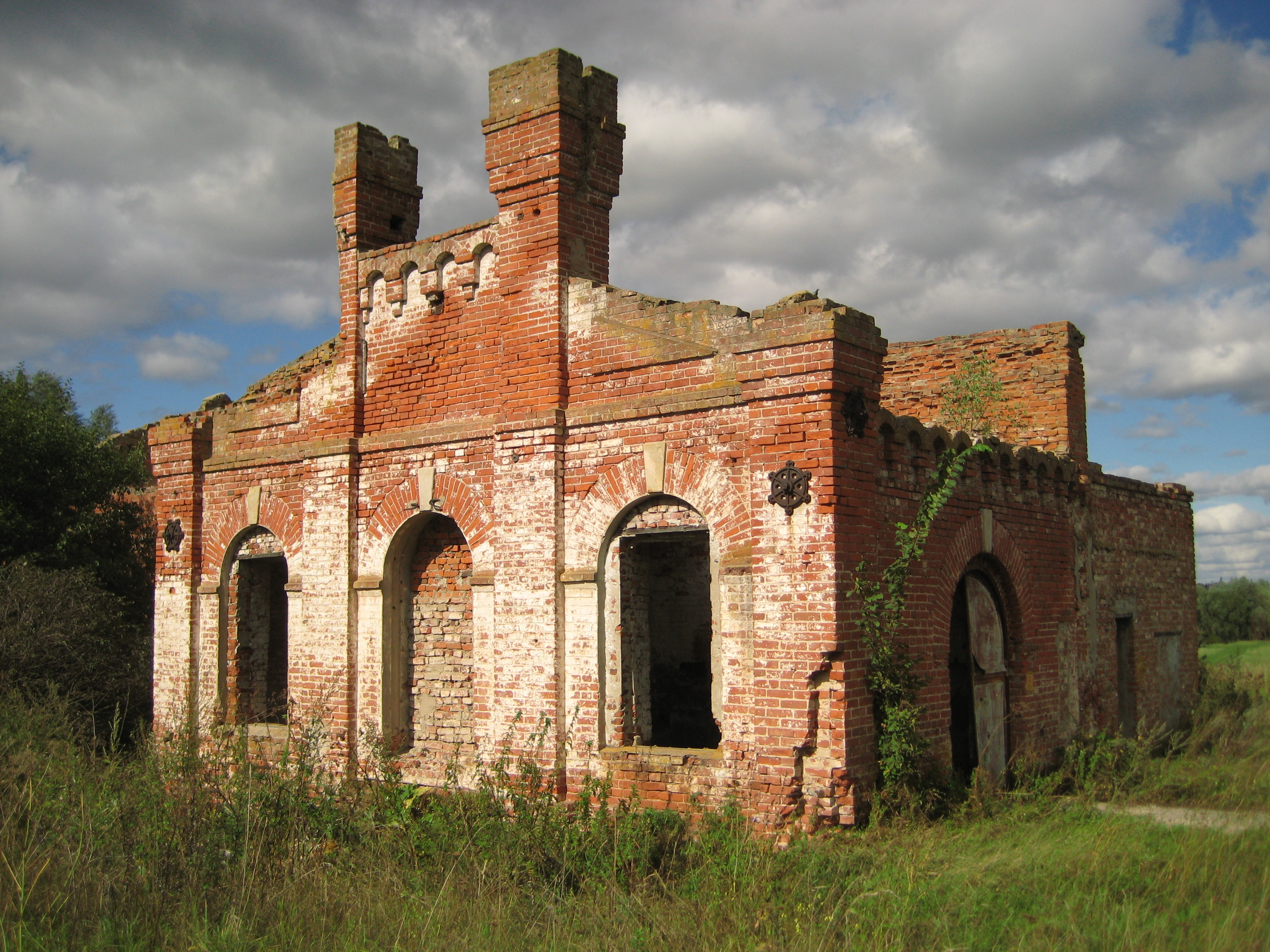
«Троїцьке», руїни садибного театру
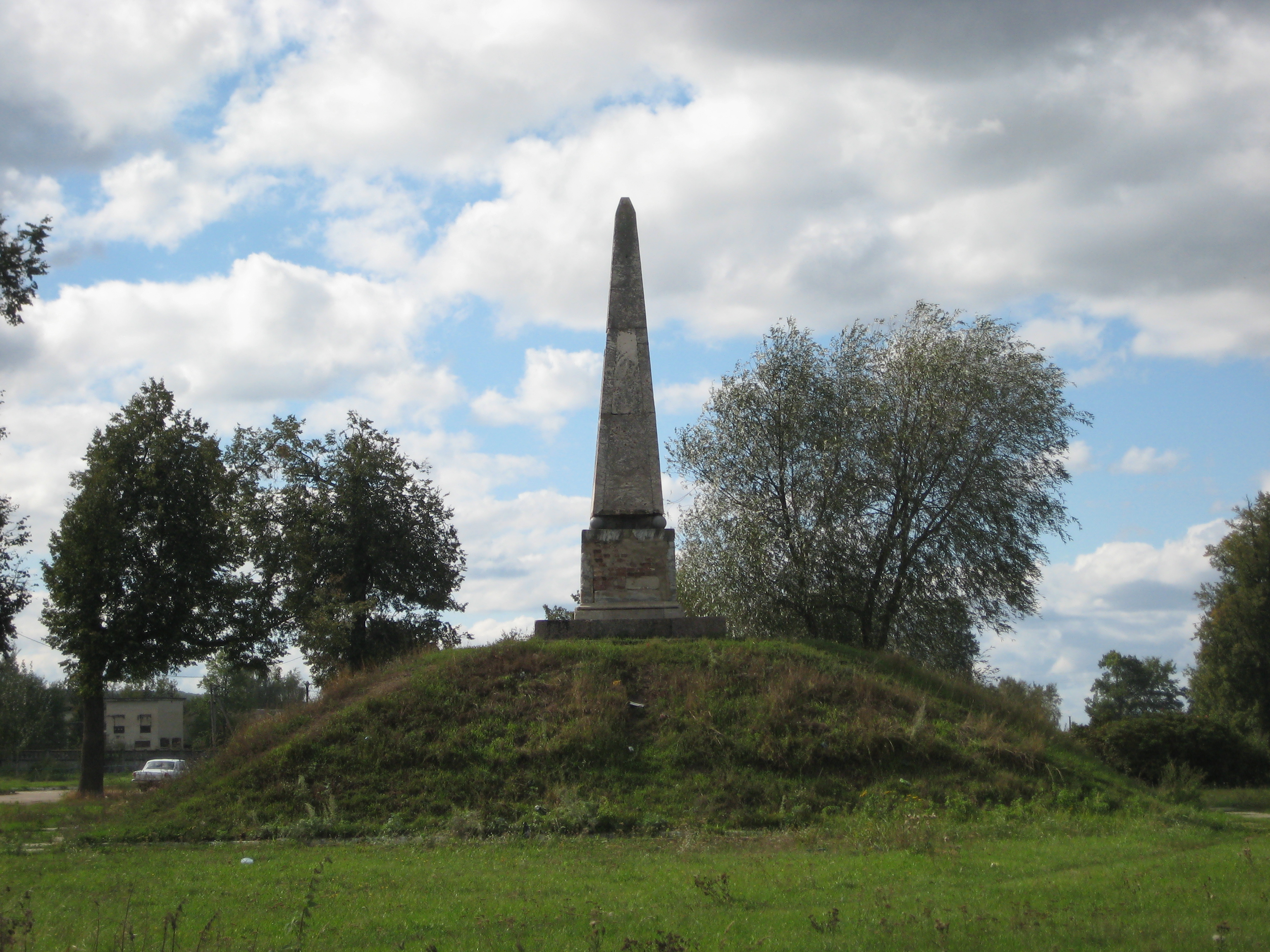
Садиба «Троїцьке», обеліск у колишньому парку
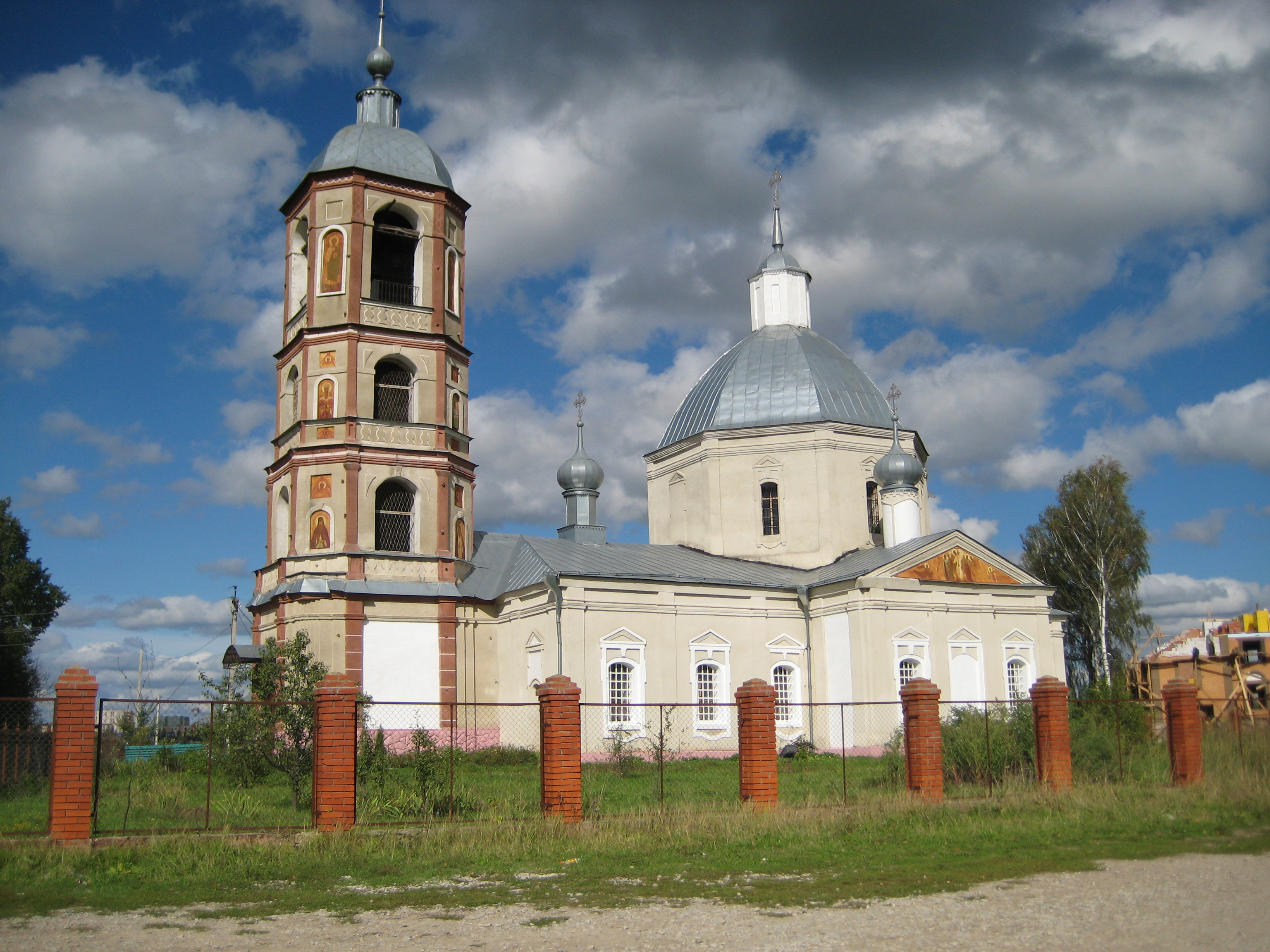
Садибна Троїцька церква
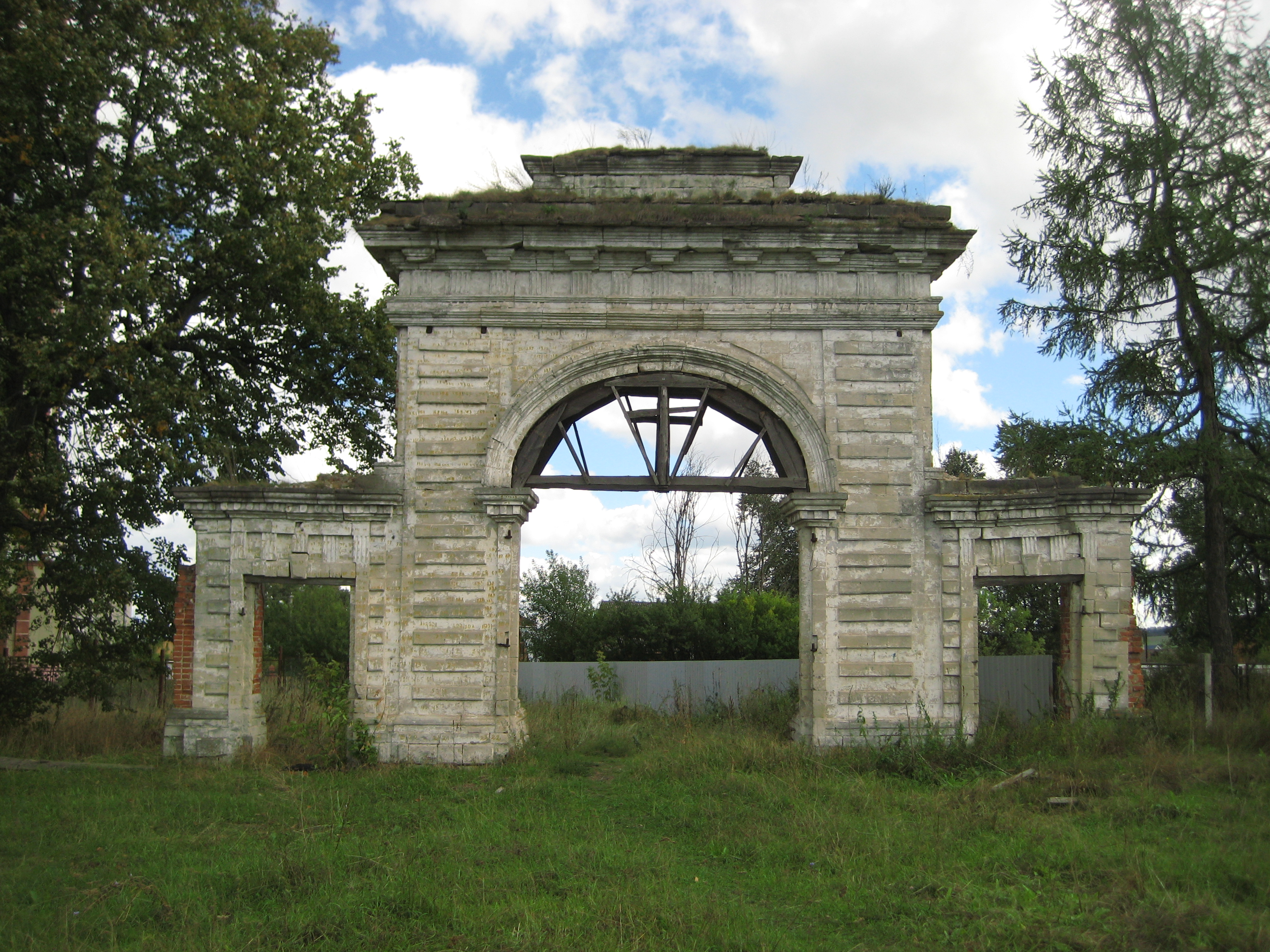
«Троїцьке», головна брама

Під час закордонної подорожі на відомому курорті Дашкова познайомилася з англійцями-аристократами, серед них і з містрисс Гамільтон. Двоюрідна сестра Гамільтон (міс Вільмот) на довгі роки стане компаньйонкою і приятелькою підстаркуватої княгині. Симпатії до англійців обумовили рішення відвідати Велику Британію і навіть вивчати англійську. Як мати вона наполягатиме на отриманні освіти для сина саме там.

## Мадам-президент двох академій

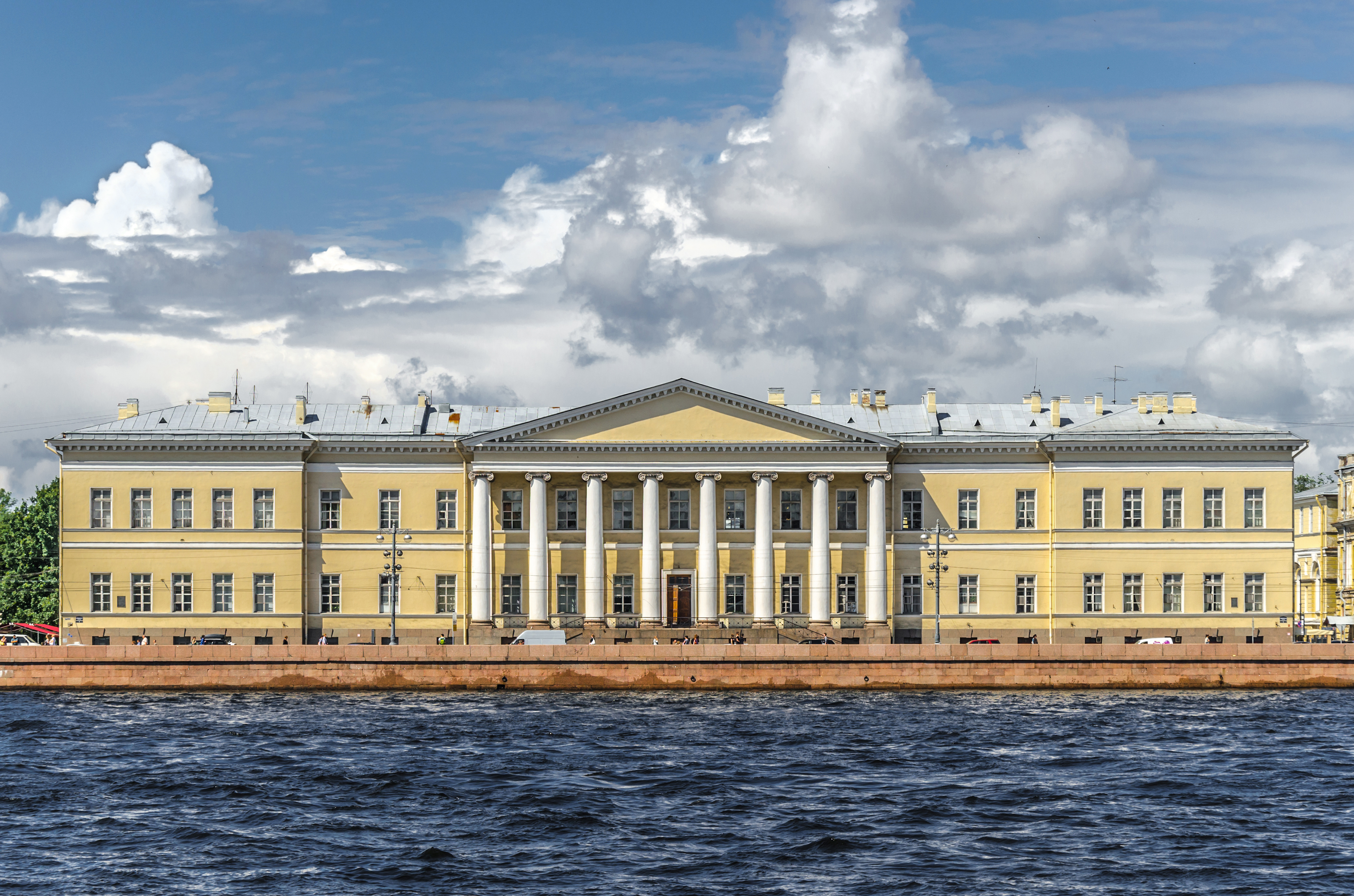
Арх. Джакомо Кваренгі. Петербурзька споруда Академії наук.

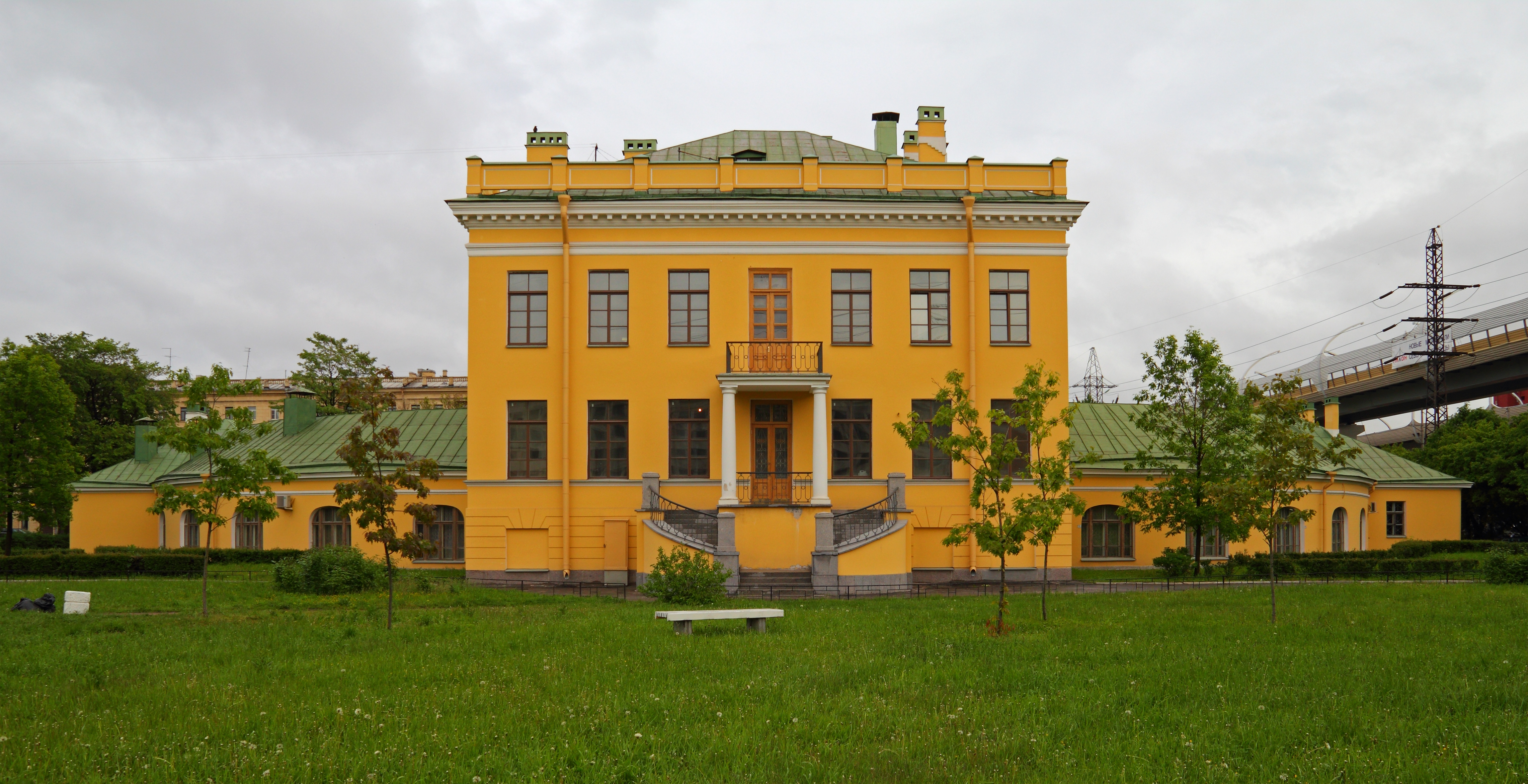
Заміська садиба Дашкової — Кір'яново, парковий фасад. Санкт-Петербург.

1782 року Дашкова повернулася в Росію. Тимчасове охолодження між жінками (імператрицею Катериною та княгинею Дашковою) нібито призабулося і стосунки відновилися. Але це вже були контакт і співпраця двох подорослішавших і хитрих жінок. Катерина ІІ вже 20 років була помітною фігурою в європейській політиці, і на новому етапі зажадала використати здібності і авторитет княгині на користь парадного фасаду Російської імперії. Військові підмурки могутності Російської імперії Катерині ІІ забезпечували полководці Петро Рум'янцев-Задунайський, Олександр Суворов, її головний фаворит і «помічник» Григорій Потьомкін-Таврийський. Цивільну складову парадного фасаду імперії забезпечувала сама імператриця. Причетною до цього вона і зробила Дашкову.
1782 року Дашкову було призначено директором Санкт-Петербурзької Академії наук. 1783 року вона стала Президентом Академії Російської, основоположником якої була сама.
Цим імператриця відсувала з посади пихатого і чужого для неї Кирила Розумовського[джерело?]. Цікаво, що обидва вони не були науковцями, але неповороткий Кирило Розумовський відповідав цій посаді менше Дашкової, що навчалась деякий час в Московському університеті.
У цивільній політиці Катерини ІІ важливе місце посіли демонстративні турботи про виховання підлеглих та піклування про російську мову. Робилося це з міркувань завоювання імператрицею популярності в імперії і як аналоги просвітницьких ідей і ідеалів французьких філософів і письменників, причетність до яких демонструвала Катерина ІІ. У Франції надрукували Словник французької мови. Подібною метою почала опікуватись і імператриця. Вона підтримала проект оприлюднення шеститомового Словника російської мови. До роботи залучили науковців і саму Катерину Дашкову. Аби надати праці державницького значення, імператриця сприяла заснуванню в Петербурзі так званої Російської Академії, метою якої було створення означеного словника та надання тогочасній російській мові якостей літературної мови. Президентом новоствореної Російської Академії теж була призначена Воронцова-Дашкова. Так вона стала Мадам-президент двох академій. Більш помітною була її діяльність саме в Російській Академії, де Дашкова сприяла створенню новітнього словника, частку матеріалів для якого зібрала і обробила сама. На створення Словника російської мови княгиня і Академія російська витратила одинадцять років. Але наукава вартість видання була мізерною, бо тогочасна російська мова перебувала в стані бурхливого розвитку, пришвидшеного розширення лексики. Неможливою була і мета очищення російської мови від іноземних запозичень, німецьких і перш за все французьких, адже власний син Дашкової знав французьку як рідну мову, як і більшість дворянських дітей того часу. Деяка стабілізація і вироблення літературної російської мови реалізуються лише в 19 ст. Це зробили поет Олександр Пушкін і літератори його оточення, набагато пізніше по смерті Дашкової.
Більш обмеженим було її керування в Російській Академії наук, де Дашкова не була фахівцем і де приховано керувала сама імператриця. Особливо це стало помітно при створенні нового приміщення для Академії в Петербурзі, де пропозиції Дашкової проігнорували, а вибудували споруду за проектом надвірного архітектора Катерини ІІ італійця Джакомо Кваренгі, завердженого імператрицею.(Російська Академія згодом припинила існування, а її приміщення зруйнували, споруда відома лише за старими гравюрами.)

## Арешт і заслання
Нове охолодження в стосунках двох вельможних дам сталося в останні роки життя Катерини ІІ. Утомлена Дашкова виклопотала собі дворічну відпустку, а потім подовжила відпустку ще на один рік. Вони більше не бачились. Звістка про смерть імператриці застала Дашкову в її садибі.

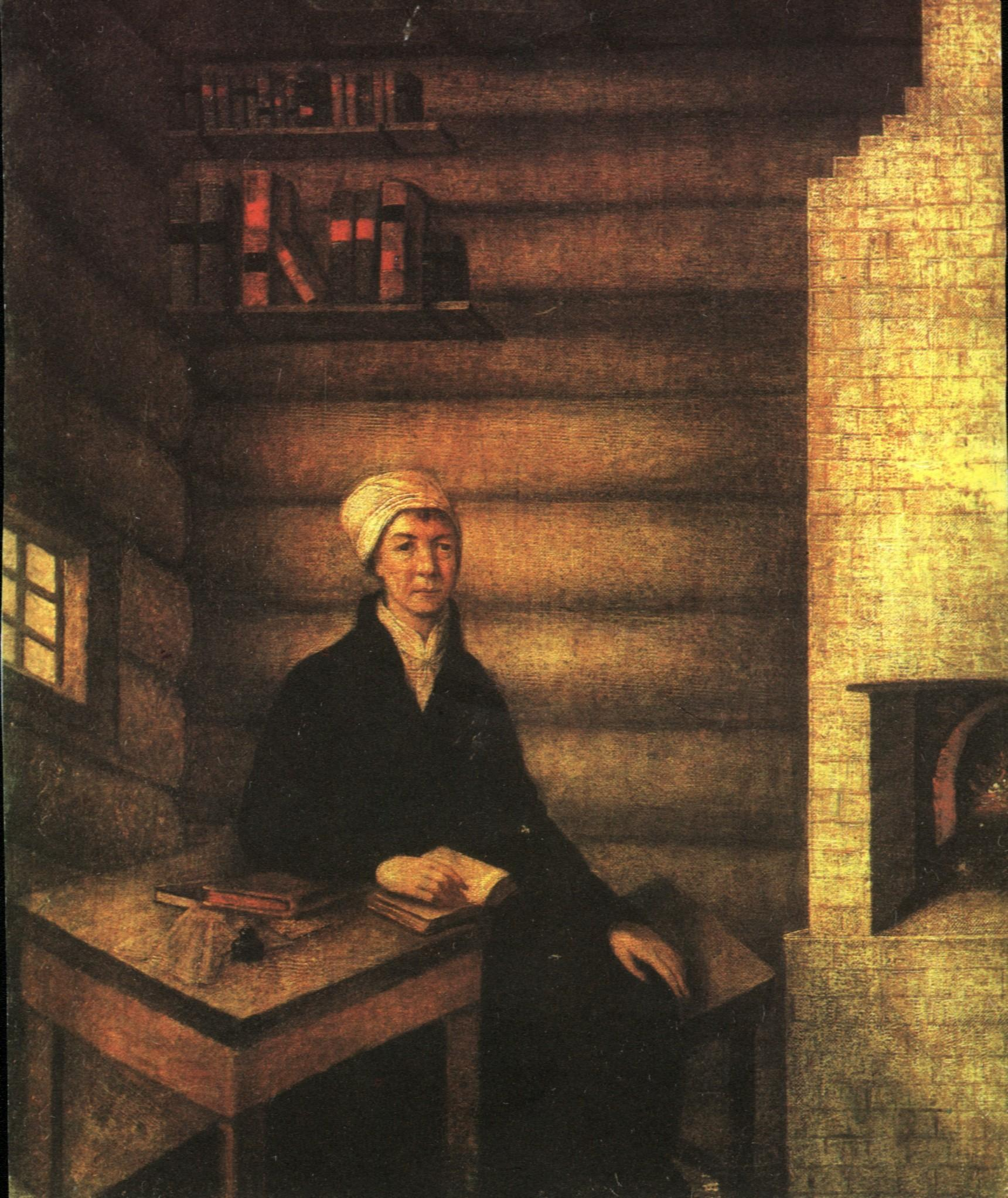
Княгиня Дашкова в засланні.

Тривогу і очікування неприємностей для себе принесли і звістки про діяльність нового російського монарха Павла. Той реабілітував пам'ять про власного батька Петра ІІІ його новим пишним похованням і приниженням всіх активних прибічників Катерини ІІ, серед яких була і Воронцова-Дашкова. Павло помстився пам'яті покійній імпператриці-матері повною руйнацією її розкішної резиденції в Пелі і покараннями її прихильників. Вже через декілька днів новий цар сповістив княгиню імператорським наказом про її звільнення з усіх державних посад. Але це був тільки початок цькування. Вона прибула в Москву, де її наздогнав новий наказ імператора відбути в садибу. В садибі її сповістили про заслання в віддалене село Коротово (неподалік сучасного Череповця). Княгиня відбула в заслання взимку разом з донькою, де мешкала після садибного палацу в брутальній селянській ізбі. Клопоти про зменшення покарання не допомагали, доки вона не звернулась до імператриці і не передала царю покаянного листа з проханням жити у власній садибі «Троїцьке».

## Останні роки. Мемуари
Вона багато читала, займалася садівництвом і робила все, аби виправити погіршення матеріальних справ. Виправити справи допомогли її наполегливість, економність і чергова зміна на престолі. Новий імператор запросив її на власну коронацію, де вона була присутня як старша статс-дама. Як прихильність цар Олександр І виплатив її борг банку — 44 000. Але стару жінку вже полишали життєві сили. Вона ще спромоглася створити власні мемуари — заради наполегливих прохань міс Вільмот, що мешкала в садибі Дашкової п'ять років.
Мемуари були написані протягом одного року і були готові восени 1805 року. Копію рукопису вивезли в Англію, де оприлюднили лише в 1840 році французькою.

## Смерть
Катерина Романівна померла в січні 1810 року і була похована в садибній церкві села Троїцького.

## Кабінет натуральної історії і бібліотека Дашкової
Упродовж тридцяти років скупа княгиня Дашкова збирала Кабінет натуральної історії і власну бібліотеку. Навіть під час закордонної подорожі вона відрізнялась економністю і збережені гроші витрачала на придбання мінералів, творів мистецтва і книг. Власне зібрання, Кабінет натуральної історії вона, хизуючись меценатством, передасть у подарунок Московському університету. Доля зібрання була трагічною: покинутий в університеті кабінет був пограбований і знищений пожежею під час захоплення Москви вояками Наполеона І в 1812 році, як і всі інші покинуті університетські зібрання. Розкраденою була і бібліотека Дашкової.
У поруйнованому стані ще за часів СРСР перебуває і садиба «Троїцьке», де знищили палац, пейзажний парк і павільйони, в аварійному стані перебувають садибний театр і один з колишніх флігелів, які ніяк не використовуються.

## Риси характеру
Спогади про княгиню залишили декілька мемуаристів. Серед них і Дені Дідро, відгук якого про російську аристократку носив компліментарний характер, бо вони були особисто знайомі і тривалий час листувалися. Дідро писав 
| Ліві лапки | Вона серйозна за характером, зазвичай не каже того, що насправді думає, але якщо висловлюється, то каже просто і справді переконливо. Душа її приголомшена нещястям (передчасною смертю коханого Дашкова). Її переконання суттєві і ерудиція широка. Вона смілива і гордовита... Вона рішуча як в власній ненависті, так і в приязні. У неї є передбачливість, розсудливість і тямущість. | Праві лапки |

Тривалий час в улюбленій садибі княгині Дашкової «Троїцьке» мешкала дівиця Вільмот. В одному з листів Вільмот знайшли запис 
| Ліві лапки | Дашкова допомагає теслярам-будівничим створювати стіни (дерев'яних споруд), власноруч допомагає в торуванні нових шляхів, годує корів (звичайно ж власної череди), пише музичні п'єси, статті для друку. Вона гучно промовляє в (садибній) церкві і виправляє неуважного батюшку; вона голосно красномовствує в своєму маленькому театрі і підказує акторам, коли ті забувають власні (тексти) ролі. Вона сама і лікар, і аптекар, і фельдшер, і коваль, і декоратор, і суддя, і негоціант ... | Праві лапки |

Частку фактів з реального життя княгині Дашкової взято зі спогадів міс Вільмот, подруги і компаньйонки княгині, м'які і привітні стосунки з якою заміняли авторитарній Катерині Романівні привітні стосунки з власними дітьми. Цілком точно про це висловився В. В. Огарков 
| Ліві лапки | Але як ні прихильна до Дашкової міс Вільмот і як би м'яко вона не сповіщала подробиці її життя, навіть в цьому оповіданні змальовані знайомі нам риси кріпацьких стосунків, вище котрих княгиня головою ніяк не відрізнялась. Вона нагадує нам типових вдов-поміщиць, котрими так багата кріпацька Росія і котрі, втративши чоловіка, дуже швидко зорієнтувались в нескладному кріпацькому господарстві. І часто перевершили чоловіків в управлінні і навіть в суворості. | Праві лапки |

## Джерела

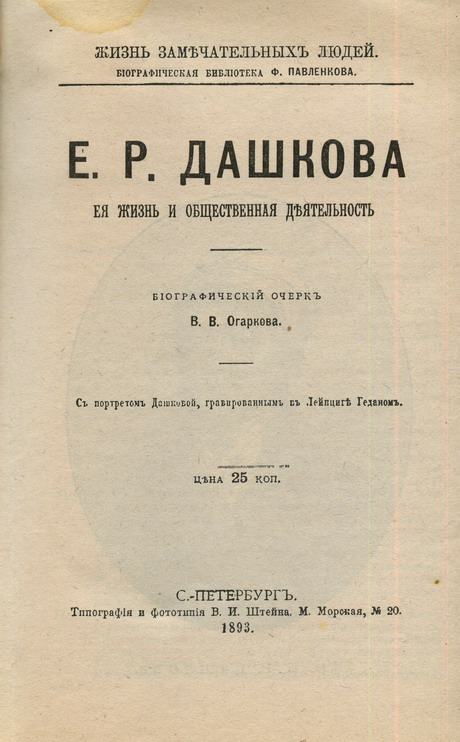
Життєпис Воронцової-Дашкової, видання 1893 року.